# Ark (album Brendana Perryja)
Ark je drugi studijski album britanskog glazbenika Brendana Perryja, muškog člana skupine Dead Can Dance. Prvi je Perryjev studijski album nakon 11 godina. Prvi je put objavljen 31. ožujka 2010. godina na koncertu u Pragu u ograničenoj nakladi od 2.000 primjeraka, a mogao se kupiti i na naknadnim koncertima. Službeno ga je diljem svijeta 7. lipnja 2010. objavila diskografska kuća Cooking Vinyl.

## Popis pjesama
Tekstovi i glazba: Brendan Perry. 
| 1.    | »Babylon«                         | 6:08 |
| 2.    | »The Bogus Man«                   | 6:11 |
| 3.    | »Wintersun«                       | 6:02 |
| 4.    | »Utopia«                          | 5:56 |
| 5.    | »Inferno«                         | 6:38 |
| 6.    | »This Boy«                        | 6:59 |
| 7.    | »The Devil and the Deep Blue Sea« | 7:35 |
| 8.    | »Crescent«                        | 9:35 |
| 55:04 |                                   |      |

## Recenzije
Thom Jurek, glazbeni recenzent s mrežnog mjesta AllMusic, dodijelio mu je tri i pol zvjezdice od njih pet i izjavio: "Dubok je, mračan, sumoran i elegičan skup pjesama na kojima Perry svira sva glazbala, a elektronikom se koristi učinkovito i opsežno. [...] Obožavatelji DCD-a zasigurno će uživati u ovome albumu, na kojem se Perry vraća u poznato, premda prilično kreativno područje."

## Zasluge
| Brendan Perry - Brendan Perry – vokali, sva glazbala, produkcija | Ostalo osoblje - Aidan Foley – masteriranje - Graham Wood – dizajn omota - Dan van Winkle – fotografija (naslovnica) - Sophia Wood – fotografija |